# Usseewa
Albums de Ado (chanteuse)
Uta's Songs: One Piece Film Red
(2022)
Singles de Ado (chanteuse)
Readymade
(2020)
Usseewa (うっせぇわ) est le premier titre de l'artiste japonaise Ado, sorti le 23 octobre 2020 sous le label Virgin Music, au départ en version dématérialisée.
Les paroles de la chanson critiquent la société en remettant en question les normes rigides ainsi que la pression sociale,. La chanson est très critique de la société notamment grâce à la voix d'Ado qui est puissante et un titre accrocheur et audacieux de par sa vulgarité : Usseewa signifiant « ta gueule » en japonais avec le degré de politesse le plus bas possible, rarement utilisé au quotidien,. Le titre est devenu populaire auprès des jeunes générations au Japon, et était qualifié d'« hymne des jeunes ».

## Versions
Le titre a été publié le 23 octobre 2020 sur YouTube accompagné d'un clip vidéo produit par Wooma.
Après que la vidéo a dépassé les 10 millions de vues sur YouTube, Ado en met en ligne une version pour piano. Le 5 février 2021, l'artiste Giga sort un remix de la musique sour le titre Giga Remix.

## Paroles
Usseewa est le premier titre de Ado, sur une musique produite par l'artiste Syudou dont Ado est fan, à l'aide de Vocaloid.
L'expression Usseewa pourrait être traduit par « ta gueule » en japonais. C'est pourquoi la chanson était sujette à beaucoup de débats, certains parents étant inquiets de potentiels effets néfastes pour les jeunes enfants. Le sujet a entre autres été abordé sur la chaine de télévision Fuji TV car beaucoup d'enfants s'amusaient à chanter ou imiter la chanson, y compris dans les crèches,. Pourtant certains affirmaient que les enfants reprenaient la chanson car elle était entrainante et non pour sa signification, ne comprenant parfois même pas les paroles.
Ado a explicitement dit que les paroles étaient à l'origine un moyen d'évacuer le stress de l'audience.

## Distinctions
La musique atteint la 1re place des classements Billboard Japan Hot 100, Oricon Digital Singles Chart (classement des singles dématérialisés), Oricon Streaming Chart (classement du nombre de streams), ainsi que le Spotify Viral 50 au Japon. Le clip vidéo de la musique sur YouTube atteint quant à lui les 100 millions de vues 148 jours après la sortie, et seulement après 17 semaines d'après le classement Billboard Japan ce qui en fait la 6e chanson qui atteint le plus rapidement ce score, une première pour une chanteuse solo si jeune,. La musique était l'une des plus écoutées sur les sites de streaming et dans les karaoke même plusieurs mois après sa sortie.
1. 1 2  (ja) « Ado「うっせぇわ」の歌詞の意味に迫る！右に倣えの社会に一喝 | 歌詞検索サイト【UtaTen】ふりがな付 », UtaTen (consulté le 9 avril 2021)
2. ↑  (ja) « うっせぇわ[デジタル配信] - Ado - UNIVERSAL MUSIC JAPAN », Ado (consulté le 9 avril 2021)
3. 1 2 3  (ja) « 小学生以下にも流行のAdo『うっせぇわ』 連呼される親は困惑（NEWSポストセブン） », Yahoo! News (consulté le 9 avril 2021)
4. 1 2 3  « 『うっせぇわ』を聞かせたくない親に、ミッツが意見 内容に賛同の声 », Grape (consulté le 9 avril 2021)
5. ↑  (ja) « Ado、17歳最後の日にメジャーデビュー », BARKS,‎ 15 octobre 2020 (consulté le 2 avril 2021)
6. ↑  (ja) « Ado「うっせぇわ」をGigaがリミックス », BARKS,‎ 5 février 2021 (consulté le 9 avril 2021)
7. ↑  (ja) « 「うっせぇわ」特設ページ », Universal Music Japan (consulté le 9 avril 2021)
8. ↑  (ja) « 話題沸騰中！Ado「『うっせぇわ』をストレス発散にして」歌詞に込めた思い語る（ABEMA TIMES） », Yahoo! News (consulté le 9 avril 2021)
9. ↑  (ja) « Billboard Japan Hot 100 | Charts », Billboard JAPAN (consulté le 2 avril 2021)
10. ↑  « Ado「うっせぇわ」が「デジタルシングル」「ストリーミング」2部門で初の1位【オリコンランキング】 », ORICON NEWS,‎ 3 février 2021 (consulté le 9 avril 2021)
11. ↑  « Spotify Charts », www.spotifycharts.com (consulté le 9 avril 2021)
12. 1 2  (ja) « Ado、「うっせぇわ」MV＆ストリーミング再生回数W1億回を5ヵ月で突破 LINEスタンプも配信（CDジャーナル） », Yahoo! News (consulté le 2 avril 2021)
13. ↑  (ja) « Ado「うっせえわ」ストリーミング累計1億回再生突破 | Daily News », Billboard JAPAN NEWS (consulté le 2 avril 2021)
14. ↑  « Ado「うっせぇわ」すっげえわ！サブスク再生1億回突破 世代超えた社会現象に », The Microsoft Network (consulté le 2 avril 2021)